# Pleospora rainierensis
Pleospora rainierensis är en svampart som beskrevs av Wehm. 1951. Pleospora rainierensis ingår i släktet Pleospora och familjen Pleosporaceae.   Inga underarter finns listade i Catalogue of Life.